# Boujailles
Boujailles é uma comuna francesa na região administrativa de Borgonha-Franco-Condado, no departamento de Doubs. Estende-se por uma área de 28,22 km². Em 2010 a comuna tinha 436 habitantes (densidade: 15,5 hab./km²).